# Toronto Lynx
Toronto Lynx is een Canadese voetbalclub uit Toronto, Ontario. De club werd opgericht in 1997 en koos ervoor zoals wel meerdere Canadese clubs om in de Amerikaanse competitie te spelen. Van 1997 tot 2006 speelde de club in de tweede klasse, maar dan koos de club ervoor om in de vierde klasse te gaan spelen. De reden hiervoor was de lage opkomst van het publiek en het feit dat het seizoen erop Toronto FC in de Major League Soccer zou gaan spelen.

## Seizoen per seizoen
| Jaar | Divisie | League             | Regulier Seizoen | Playoffs              | Voyageurs Cup | Open Canada Cup  |
| ---- | ------- | ------------------ | ---------------- | --------------------- | ------------- | ---------------- |
| 1997 | 2       | USISL A-League     | 4de, Northeast   | Division halve finale | N/A           | Niet meegedaan   |
| 1998 | 2       | USISL A-League     | 6de, Northeast   | Niet gekwalificeerd   | N/A           | Niet meegedaan   |
| 1999 | 2       | USL A-League       | 7de, Northeast   | Niet gekwalificeerd   | N/A           | Niet meegedaan   |
| 2000 | 2       | USL A-League       | 3de, Northeast   | Conference Finale     | N/A           | Niet meegedaan   |
| 2001 | 2       | USL A-League       | 7de, Northern    | Niet gekwalificeerd   | N/A           | ''Niet meegedaan |
| 2002 | 2       | USL A-League       | 3de, Northeast   | Niet gekwalificeerd   | 2de           | Niet meegedaan   |
| 2003 | 2       | USL A-League       | 5de, Northeast   | Niet gekwalificeerd   | 2de           | Niet meegedaan   |
| 2004 | 2       | USL A-League       | 7de, Eastern     | Niet gekwalificeerd   | 2de           | Niet meegedaan   |
| 2005 | 2       | USL First Division | 12de             | Niet gekwalificeerd   | 3de           | Niet meegedaan   |
| 2006 | 2       | USL First Division | 10de             | Niet gekwalificeerd   | 2de           | Runner-up        |
| 2007 | 4       | USL PDL            | 4th, Great Lakes | Niet gekwalificeerd   | N/A           | Niet meegedaan   |
| 2008 | 4       | USL PDL            | 3de, Great Lakes | Divisional ronde      | N/A           | N/A              |
| 2009 | 4       | USL PDL            | 9de, Great Lakes | Niet gekwalificeerd   | N/A           | N/A              |